# ABBA Live
ABBA Live war 28 Jahre lang, bis zur Veröffentlichung von ABBA Live at Wembley am 26. September 2014, das einzige offizielle Livealbum der Popgruppe ABBA. Es erschien am 18. August 1986, vier Jahre nach der vorläufigen Trennung der Band Ende 1982. Die Veröffentlichung des Livealbums 1986 führte seinerzeit weltweit zu Spekulationen über eine mögliche Wiedervereinigung der Popgruppe.

## Entstehung
Vier Jahre nach der vorläufigen Trennung von ABBA entschied sich Polar Music, ein Livealbum auf den Markt zu bringen. Allerdings hatte weder ABBA selbst noch das Publikum Interesse an diesem Tonträger. ABBA Live wurde einer der wenigen Flops in ABBAs Diskografie, denn die Verkaufszahlen waren entgegen den sonstigen Erfahrungen miserabel.
Acht der Stücke wurden im November 1979 während einer Reihe von sechs ABBA-Konzerten in der Londoner Wembley Arena aufgenommen, zwei stammten von der Tour 1977 durch Australien und vier aus der Fernseh-Show Dick Cavett meets Abba 1981. Das Album wurde von Polydor 1992 als CD und nochmals im Jahr 1997 als Remastered-CD veröffentlicht und ist derzeit nicht mehr erhältlich.

## Kritiken
Auch von der Musikkritik wurde das Album nicht positiv aufgenommen; das Magazin Audio rezensierte im März 2004 ABBA-Hits mit einem Hauch von Schweiß bietet "Live" und vergab lediglich 2 von 5 Sternen. Der Billboard dagegen sieht die Live-Aufnahme als often underrated (oft unterschätzt) und scheinbar überflüssig […] bei den verschiedenen Hit-Compilations auf CD, stellt aber auch fest, dass der Titel Does Your Mother Know die Studio-Wiedergabe beschämt und der Gesang niemals weniger als betäubend ist.

## Trackliste

### Seite 1
1. Dancing Queen (Benny Andersson, Björn Ulvaeus, Stig Anderson) (November 1979, Wembley Arena)
2. Take a Chance on Me (Benny Andersson, Björn Ulvaeus) (November 1979, Wembley Arena)
3. I Have a Dream (Benny Andersson, Björn Ulvaeus) (November 1979, Wembley Arena)
4. Does Your Mother Know (Benny Andersson, Björn Ulvaeus) (November 1979, Wembley Arena)
5. Chiquitita (Benny Andersson, Björn Ulvaeus) (November 1979, Wembley Arena)

### Seite 2
1. Thank You for the Music (Benny Andersson, Björn Ulvaeus) (November 1979, Wembley Arena)
2. Two for the Price of One (Benny Andersson, Björn Ulvaeus) (April 1981, Dick Cavett)
3. Fernando (Benny Andersson, Björn Ulvaeus) (März 1977, Australien-Tournee)
4. Gimme! Gimme! Gimme! (A Man After Midnight) (Benny Andersson, Björn Ulvaeus) (April 1981, Dick Cavett)
5. Super Trouper (Benny Andersson, Björn Ulvaeus) (April 1981, Dick Cavett)
6. Waterloo (Benny Andersson, Björn Ulvaeus, Stig Anderson) (November 1979, Wembley Arena)

### Bonusstücke auf der CD-Version
1. Money, Money, Money (Benny Andersson, Björn Ulvaeus) (März 1977, Australien-Tournee)
2. The Name of the Game (Benny Andersson, Björn Ulvaeus, Stig Anderson)/Eagle (Benny Andersson, Björn Ulvaeus) (November 1979, Wembley Arena)
3. On and On and On (Benny Andersson, Björn Ulvaeus) (April 1981, Dick Cavett)